# Egilmaar von Oldenburg
Egilmaar von Oldenburg (* im 12. Jahrhundert; † 1217 im Heiligen Land) war Domherr zu Münster und Propst in Friesland.

## Leben

### Herkunft und Familie
Egilmaar von Oldenburg entstammte der Wildeshausener Linie der Oldenburger Grafenfamilie und war der Sohn des Heinrich II. von Oldenburg und dessen Gemahlin Beatrix von Loccum-Hallermund, Tochter des Grafen Wilbrand I. von Loccum-Hallermund. Seine Geschwister waren
- Heinrich III. (⚔ 27. Mai 1234), Graf von Wildeshausen und Bruchhausen, ⚭ Ermtrud von Schoten-Breda, Tochter des Grafen Heinrich II. von Breda
- Wilbrand († 1233), Bischof von Paderborn (1211–1233) und Utrecht (1227–1233)
- Burchard (⚔ 6. Juli 1233), Graf von Wildeshausen und Bruchhausen, ⚭ Kunigunde von Schoten-Breda, Tochter des Grafen Heinrich II. von Breda. Er war Graf von Wildeshausen von 1199 bis 1233.

### Wirken
Egilmaar findet als Domherr zu Münster erstmals im Jahre 1209 urkundliche Erwähnung. 1217 war er Propst in Friesland. Am 29. Mai 1217 ging er in Vlaardingen bei Rotterdam an Bord eines Schiffes, um an dem Kreuzzug von Damiette teilzunehmen. Er starb bei den Gefechten, die auch als Fünfter Kreuzzug bezeichnet werden.